# Cànoves
Cànoves är en ort i Spanien. Den ligger i provinsen Província de Barcelona och regionen Katalonien, i den östra delen av landet, 500 km öster om huvudstaden Madrid. Cànoves ligger 307 meter över havet och antalet invånare är 2 375.
Runt Cànoves är det ganska tätbefolkat, med 207 invånare per kvadratkilometer. Närmaste större samhälle är Mataró, 17,5 km söder om Cànoves. 